# Kango
Kango est une ville de la République gabonaise, chef-lieu du département du Komo dans la province de l'Estuaire. Selon des estimations de 2012, la ville compte 3 000 habitants.

## Situation géographique
La ville est située sur le fleuve Komo dans la province de l'Estuaire. Elle a également un accès à la route N1, qui relie Libreville à Tchibanga.
Une station la relie au Transgabonais, à l'endroit où il traverse l'estuaire du Gabon.
Kango est connue pour la vie sauvage qui entoure la ville.

## Histoire
L'histoire de Kango est le résultat de migrations de plusieurs peuples gabonais à la croisée des fleuves Ogooué et Komo mais aussi à la croisée des provinces de l'Estuaire, du Moyen-Ogooué et du Woleu-Ntem. Sous la colonisation, cette localité fut le lieu d'un grand commerce d'ivoire entre les européens et les peuples Fangs, Sékiani, Mpongwè et Akelé.

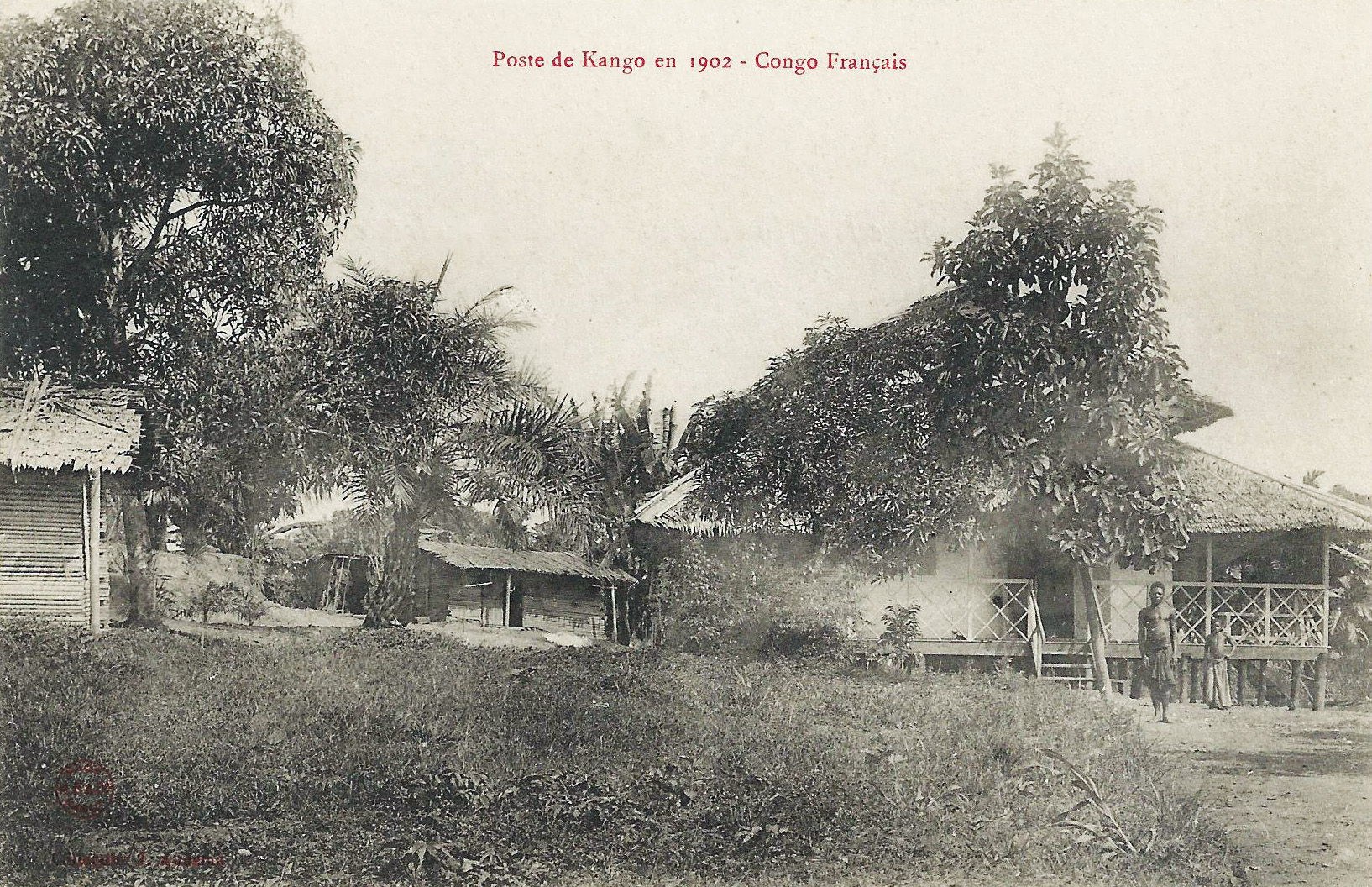
Poste de Kango en 1902.

Il existe plusieurs versions quant à l'origine du nom « Kango ».
Pour la première version, Kango serait la déformation du mot Ekang-Ngou qui signifie, en langue fang, le bouclier de guerre et l'armure. Les populations Fang, arrivées après les Akélés et les Sékiani bouleversèrent le commerce d'ivoire et l'occupation des terres. Après des affrontements, il semblerait que les Fangs aient érigé une grande barrière pour se protéger des attaques des autres peuples.[réf. nécessaire] Durant cette période de guerre un guerrier Fang du nom de Nzibe Nsie, de la tribu Bekwè, se serait illustré. Il est considéré comme le fondateur du village Kango. Son corps fut d'ailleurs emporté durant la colonisation française. Le squelette de Nzibe Nsie se trouve encore au Musée de l'Homme à Paris.[réf. nécessaire]
Une autre version rapporte que Kango viendrait du mot « Camp Ango » du nom d'un notable de cette localité dont l'habitation servait d'indication pour les habitants. En effet, la maison d'Ango se situait au principal carrefour du village.

## Politique
Le maire de la ville de Kango est Martine Oyane Ovone (RPG). Elle a été élue en février 2019. Le conseil départemental du Komo Kango est dirigé par M.Koussou.
À l'assemblée nationale, le département du Komo-Kango est représenté par trois députés (PDG) :  Christian Menvie M’obame, Suppléant Théophile wmateba(1er siège), Alain burobou, suppléant: Lionel Ndong Eyeghe (2e siège) et Henri Bekalle-Aakwe, Suppléante: Adèle Effoua Meyo (siège unique).
Au sénat c'est le sénateur Rémy Ossele Ndong (département du Komo)
Le Département du Komo-Kango est orphelin de deux grands hommes politiques : Dr. Paulin Obame Nguema et Gabriel Eyeghe Ekomie

## Économie
Autrefois l'économie de Kango était très florissante. Les grandes plantations de bananes plantains, d'hévéa et de palmier constituaient le tissu agricole de cette ville. L'économie forestière occupe une place importante dans cette économie. L'exploitation du bois a connu une forte croissance depuis les années 1950. En plus des grandes entreprises forestières implantées se développent de nombreuses coupes familiales. En attendant la construction du futur aéroport international d'Andem et la restructuration de la gare ferroviaire, l'économie de la ville repose en partie sur la pêche. Le débarcadère de Kango est le lieu d'une forte production de mâchoirons et crevettes d'eau douce très appréciés des gabonais.

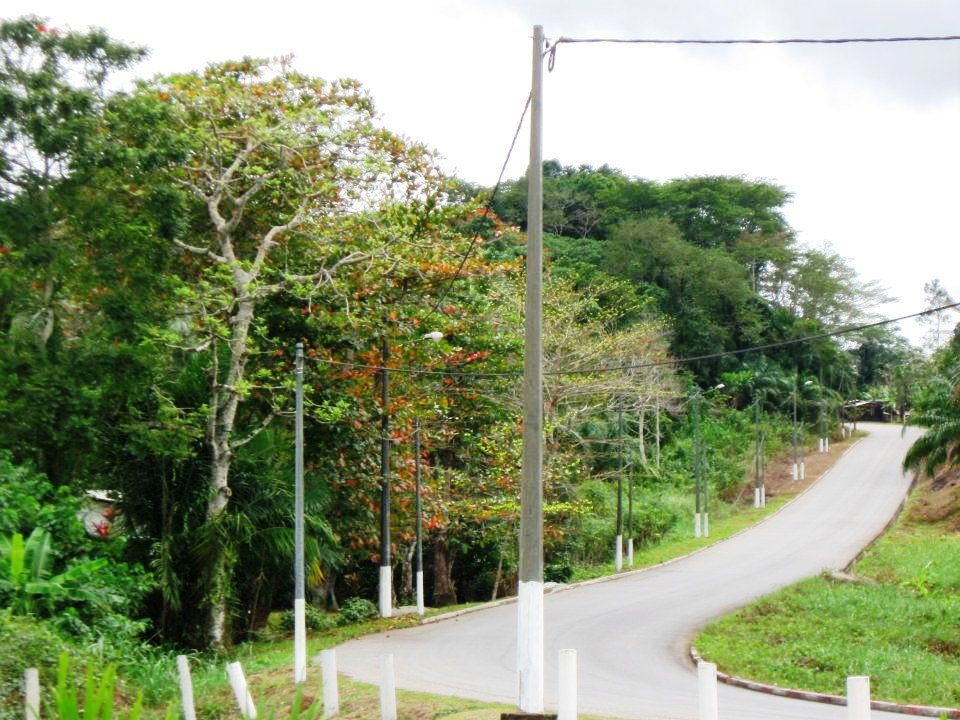
Vue de la forêt de Kango.

## Culture éducation et sport
L'essentiel des activités culturelles et sportives se fait au Collège d'Enseignement Secondaire (CES) Marcellin Ndong Bie. La place des fêtes abrite un espace sportif notamment d'un stade de football. C'est surtout la grande saison sèche (juillet-août) que Kango connait son effervescence. À l'occasion des retraits de deuil des danses traditionnelles sont organisées. À cette période se tiennent aussi des tournois de football et des manifestations socio-culturelles. À Kango se trouve aussi un site d'exploitation de la « pierre de Mbigou » qui sert à la fabrication de sculptures en pierre.

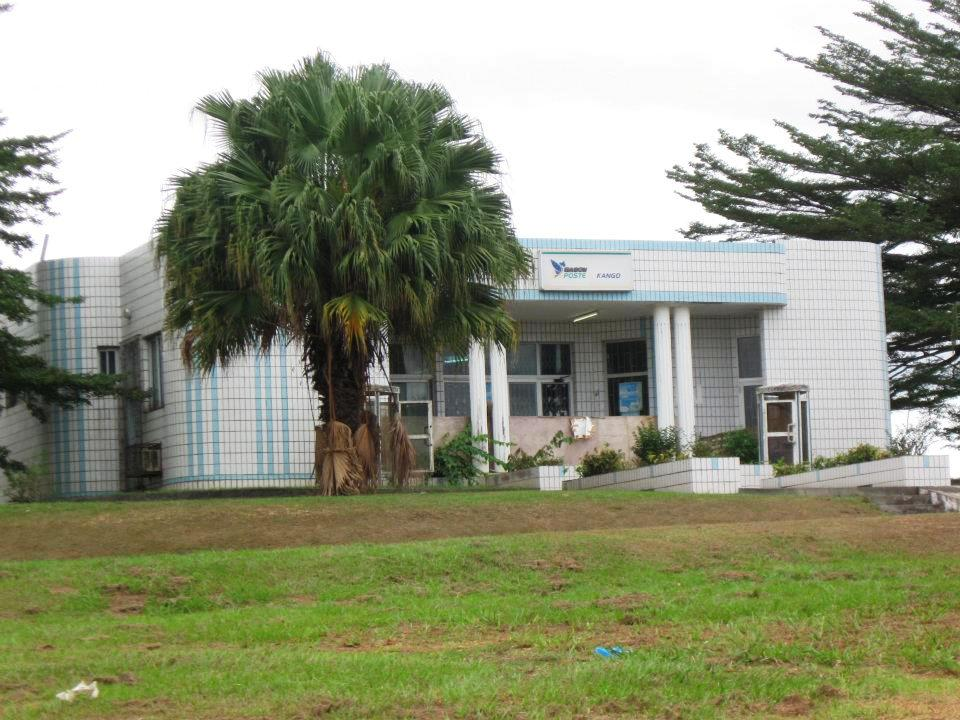
Bureau de poste de Kango

## Tourisme et environnement
Une luxuriante forêt et de nombreux cours d'eau dont le fleuve Komo et ses riches mangroves caractérisent la ville. La diversité des espèces végétales et animales permet aux visiteurs amoureux de cartes postales d'admirer des paysages magnifiques.
À quelques kilomètres du centre de la ville se trouve le Parc national des Monts de Cristal. À la frontière avec la province du Woleu-Ntem, ce parc de 1 190 km², offre de magnifiques paysages montagneux, paradis botanique contenant le plus grand nombre d'espèces en Afrique,.
Changement d'hémisphère : à environ 40 km de Kango, à la sortie d'Oyan, un grand panneau à droite indique que l'on franchit l'équateur.